# Hubert Krys
Hubert Krys (né le 17 décembre 1983 à  Leszno) est un coureur cycliste polonais. Professionnel au sein de l'équipe italienne Ceramica Flaminia de 2006 à 2008, il a fait partie de l'équipe de Pologne au championnat du monde sur route de 2008. Resté amateur en Italie, il se voit infliger par le tribunal antidopage italien une suspension de quatre ans, de juillet 2017 à juillet 2021,.

## Palmarès
- 2003
  - 2e de la Coppa Città di Asti
- 2005
  - Gran Premio Chianti Colline d'Elsa
  - 2e du Gran Premio Industria del Cuoio e delle Pelli
  - 3e du Trofeo Menci
  - 3e du Giro del Montalbano
  - 3e du Grand Prix de la ville de Vinci
  - 3e du Trofeo SC Corsanico

## Classements mondiaux
| Année           | 2005   |
| --------------- | ------ |
| UCI Europe Tour | 1 272e |